# Campanario
Campanario (asztur-leóni és extremadurai nyelven Campanariu) egy község Spanyolországban, Badajoz tartományban. Campanario Castuera, Quintana de la Serena, La Haba, Magacela, La Coronada, Orellana la Vieja, Orellana de la Sierra és Esparragosa de Lares községekkel határos. Lakosainak száma 4705 fő (2024).

## Népesség
A település népessége az utóbbi években az alábbiak szerint változott:
| Lakosok száma | 5681 | 5592 | 5502 | 5367 | 5293 | 5182 | 5083 | 4896 | 4823 | 4705 |
|               | 2001 | 2004 | 2006 | 2009 | 2011 | 2014 | 2016 | 2019 | 2021 | 2024 |